# Jacob Astley, 1.º Barão Astley de Reading
Jacob Astley, 1.º Barão Astley de Reading (Melton Constable Hall, 1579 – Maidstone, Kent, fevereiro de 1652) foi um comandante realista na Guerra civil inglesa.

## Vida
Astley nasceu em Melton Constable Hall, membro de uma família tradicional de Norfolk. Aos dezoito anos de idade teve a sua primeira experiência de guerra, quando se juntou à expedição Islands Voyage aos Açores em 1597 sob o comando do Conde de Essex e Sir Walter Raleigh. Em 1598 se juntou a Maurício de Nassau e Henrique de Orange nos Países Baixos, onde serviu com distinção, e mais tarde lutou sob o comando de Frederico V, Eleitor Palatino e Gustavo Adolfo II da Suécia na Guerra dos Trinta Anos. Era muito estimado pelos Estados Gerais dos Países Baixos, pois quando esteve ausente, servindo sob o comando de Cristiano IV da Dinamarca, o seu posto no exército neerlandês foi mantido vago, a espera de seu retorno.
Em 1622 Astley foi contratado por Isabel, filha de Jaime I da Inglaterra e seu marido Frederico, rei da Boêmia para servir de tutor do filho de Frederico, o príncipe Ruperto.
De retorno à Inglaterra com uma bem merecida reputação, Astley serviu a Carlos I em vários postos militares. Como "sargento-major-general" da infantaria, foi para o norte em 1639 para organizar a defesa contra a esperada invasão escocesa. Aqui sua função era diplomática e militar, pois o descontentamento que culminou com a Guerra civil começava a vir à tona. Nas malfadadas Guerras dos Bispos, Astley desempenhou um bom trabalho em favor da causa do rei, e esteve envolvido na chamada "Conspiração do exército".
Com a eclosão da Primeira guerra civil inglesa em 1642, Astley imediatamente se juntou às forças de Carlos I, e ocupou o posto de major-general da infantaria - a cavalaria ficou sob o comando de seu ex-aluno, o príncipe Ruperto. Sua característica oração de batalha na Batalha de Edgehill se tornou famosa:
"Ó Senhor, Tu sabes quão ocupado eu devo estar no dia de hoje. Se eu me esquecer de Ti, não me esqueça", e logo a seguir ele dava a ordem "Marchem, rapazes!"
Os dois lados do conflito tinham pouco preparo para a guerra e os lados reivindicaram terem vencido a batalha, mas o resultado foi inconclusivo e resultou em mais três anos de guerra civil antes de os realistas perderem para os parlamentaristas.
Astley foi partidário leal à Coroa ao longo da Primeira guerra civil, enquanto que sua própria região de Ânglia Oriental foi fortemente parlamentarista. Em Gloucester Astley comandou uma divisão, e na Primeira batalha de Newbury liderou a infantaria do exército real. Com Ralph Hopton, em 1644, atuou em Arundel e Cheriton. Na Segunda batalha de Newbury fez uma defesa corajosa e memorável de Shaw House. Recebeu o título de barão do rei Carlos I, e na Batalha de Naseby, mais uma vez comandou o corpo principal da infantaria.
Posteriormente, Astley serviu no oeste, e com 1 500 homens lutou obstinadamente, porém em vão, na Batalha de Stow-on-the-Wold (março de 1646), a última batalha campal da Primeira guerra civil. Ele se rendeu aos parlamentaristas com as palavras: "Bem, rapazes, vocês fizeram o seu trabalho, agora podem ir e comemorar - caso não discutam entre vocês mesmos".
Seu escrupuloso senso de honra o impediu de tomar parte na Segunda guerra civil, já que tinha dado a sua palavra de honra em Stow-on-the-Wold. Foi preso no início do conflito, e depois de liberto retirou-se para sua propriedade em Maidstone. Ali, Astley morreu em fevereiro de 1652. O baronato foi extinto em 1688.

## Família
Astley se casou com uma senhora alemã, Agnes Impel, que lhe deu dois filhos e uma filha. Um filho, Sir Bernard, foi morto no cerco de Bristol. O baronato foi extinto em 1668 com a morte do neto de Lorde Astley sem deixar descendentes.